# Sol, sommer og badevand
Sol, sommer og badevand er en propagandafilm fra 1954 instrueret af Henning Ørnbak efter manuskript af Henning Ørnbak og Tao Michaëlis.

## Handling
Gunnar Nu Hansen speaker til Dirch Passers forkerte måde at opholde sig ved vand. Man følger Dirch Passer i hans forsøg på at bade hvor, hvordan og på hvilken måde og i hvilken tilstand, han ønsker det. Gunnar Nu Hansen fortæller ham, hvad han ikke må, og hvorfor han ikke må det. Hver eneste gang udsætter Dirch Passer sig for den frygteligste livsfare, men bliver dog reddet i sidste øjeblik. Til allersidst forsøger han at bade på et sted, hvor der ikke er nogen risiko for at miste livet, men også her erkender han, at der er meget, man ikke må, når man vil bade.